# Pharnabazos I.
Pharnabazos († vor 430 v. Chr.), Sohn des Artabazos aus der Familie der Pharnakiden, war vermutlich ein Statthalter (Satrap) im persischen Großreich der Achämeniden.
Über Pharnabazos ist faktisch nichts bekannt, er wird in den Überlieferungen nur gemeinsam mit seinem Vater, aber nie allein stehend genannt. Wenn überhaupt kann er nur zwischen 455 und 430 v. Chr. als Statthalter von Phrygien mit der Residenz Daskyleion amtiert haben. Möglich ist aber auch, dass sein Sohn Pharnakes direkt auf den Großvater, Artabazos, folgen konnte.
Wie sein Rivale, der Satrap Tissaphernes, war Pharnabazos vom persischen Großkönig beauftragt worden, Tribut von den ionischen Städten zu fordern.
Neben Pharnakas hatte Pharnabazos einen zweiten Sohn, Susamithres, der als Mörder des Alkibiades gilt.

## Weblink
- Jona Lendering: Pharnabazus (1). In: Livius.org (englisch)

| Personendaten    | Personendaten          |
| ---------------- | ---------------------- |
| NAME             | Pharnabazos I.         |
| ALTERNATIVNAMEN  | Pharnabazos            |
| KURZBESCHREIBUNG | Satrap von Phrygien    |
| GEBURTSDATUM     | 5. Jahrhundert v. Chr. |
| STERBEDATUM      | 5. Jahrhundert v. Chr. |